# 9М120 «Атака»
«Атака» (Індекс ГРАУ — 9М120, за класифікацією НАТО — AT-9 Spiral-2) — протитанкова керована ракета з радіокомандною системою управління, розроблена на базі ракети 9М114 «Кокон» комплексу «Штурм». Призначена для ураження бронетехніки, живої сили, ДОТів, об'єктів ППО та вертольотів.
Ракета розроблена у ВАТ НВК «КБ Машинобудування» м. Коломна, серійно її виготовляє ВАТ «Завод імені В. А. Дегтярьова» м. Ковров. Розробник тандемної бойової частини — РФЯЦ-ВНДІЕФ. Запобіжно-виконавчий механізм для бойової частини розроблений Науково-дослідним технологічним інститутом імені П. І. Снєгірьова, а бортова апаратура розроблена — Науково-дослідним інститутом фізичних проблем.

## Конструкція
Система управління ракетою включає розташовані в приладовому відсіку ракети приймач радіокомандної лінії і блок відповідача з імпульсною лампою, а також розташовані на пусковій установці носія комплексу пеленгатор імпульсної лампи і передавач команд управління міліметрового діапазону довжин хвиль. Дугоподібні пір'я (4 шт.) створюють додаткову підйомну силу, корпус і кермо металеві.

## Носії
- Вертольоти Мі-24В, Мі-35, Мі-24ВП (Мі-35М), Мі-24ПК-2, Мі-35М2, Мі-28, Мі-28Н (Мі-28НЭ), Мі-8АМТШ (Мі-171Ш), Ка-29 (комплекси 9К113 «Штурм-В» і 9-А-2313 «Атака-В» та їх модифікації)[6], Ка-52.
- Бойові машини 9П149 (9К114 Штурм) та 9П149М комплексів 9К132 «Штурм-СМ» і 9К132Э «Штурм-СМЭ»,
- Патрульний катер проєкту 14310 «Міраж»[ru][7]

Її модернізація 9М120-1, у приладовому відсіку якої розташовані приймач радіокомандної лінії та блок відповідача з імпульсною лампою, а також фотоприймальний пристрій та обчислювач, який після аналізу сигналів з пускової установки носія вибирає або радіокомандну, або ларезно-променеву систему управління ракетою 9М120-1, входить до складу всіх перерахованих вище носіїв, оснащених пеленгатором і передавачем команд управління, а також входить до складу носіїв, оснащених передавачем лазерно-променевого каналу управління:
- комплекс керованого озброєння «Атака-Т» (індекс Б07С1) бойової машини підтримки танків «Термінатор» (БМПТ, Об'єкт 199)[10][11] та бойової машини вогневої підтримки Термінатор-2 (БМПТ-72)
- комплекс керованого озброєння «Бережок» (індекс Б05С011) бойової машини піхоти БМП-2М[12][13] та БМП-3М
- багатоцільовий комплекс керованого ракетного озброєння 9К113У «Штурм-ВУ» вертольота Ка-52[14]
- комплекс керованого ракетного озброєння «Штурм-ЛК» катера проєкту 10412 типу «Свєтляк» (корабель «Triglav» (пр.10412, зав. № 043) для флоту Республіки Словенія).

Передбачається використання ракет 9М120 та 9М120-1 «Атака» у ряді проєктів:
- у складі автономного модуля на базі бойової машини 9П149 розробки ФДУП «Саратовський агрегатний завод», продемонстрованого на виставці «МАКС-2003»
- у складі озброєння бойова розвідувально-диверсійна машина 2Т «Сталкер» білоруського підприємства «Минотор-Сервис»
- у складі бойового модуля багатоцільового ракетно-гарматного комплексу А3 білоруського підприємства «Тетраедр»
- у складі модернізованого автономного модуля самооборони «Гибка-МА» розробки ВАТ "НВК «КБМ» та Морського науково-дослідного інституту радіоелектроніки «Альтаїр» АТ «Алмаз-Антей»[15]
- у складі броньованого дволанкового транспортера легкого класу для Заполяр'я та Арктики на базі уніфікованої міжвидової дволанкової гусеничної платформи (ОКР «Арктика»).[16]

## Модифікації
- 9М120 — керована протитанкова ракета «Атака» з тандемною кумулятивною бойовою частиною. Дальність 6000 м. Бронепробивність бойової частини — не менше 800 мм гомогенної броні з динамічним захистом (за нормаллю до поверхні).[17][18] Конструкція тандемної бойової частини — висувна.
- 9М120Ф — варіант ракети оснащений бойовою частиною комбінованої — фугасної та об'ємно-детонуючої дії. Призначена для ураження укріплених вогневих точок, оборонних споруд, легкоброньованої та неброньованої техніки, прихованої живої сили. Фугасність бойової частини — до 9,5 кг у тротиловому еквіваленті[18].
- 9М120Ф-1 — модифікація ракети з осколково-фугасною бойовою частиною.
- 9М220 — дальність 6 000 м;
- 9М220О (9-А-2200) — модифікація ракети зі стрижневою бойовою частиною для ураження літальних апаратів. Дальність 7 000 м[19].
- 9М120-1 — протитанкова керована ракета із тандемною кумулятивною бойовою частиною.
- 9М120-1Ф — керована ракета з фугасною бойовою частиною з ОДС[20].
- 9М120-1Ф-1 — модифікація осколково-фугасної бойової частини з неконтактним підривником, що дозволяє знищувати не тільки техніку та інженерні споруди, а й живу силу, у тому числі захищену бронежилетами, а також гарантовано вражати ціль навіть коли ракета проходить на певній відстані.
- 9М120М — протитанкова керована ракета з тандемною бойовою частиною, бронепробивність 950 мм, дальність 8 000 м[21][22];
- 9М120Д — протитанкова керована ракета «Атака-Д» з дальністю польоту до 10 000 м[23].

Керовані ракети 9М120 прийняті на озброєння 31 травня 1996 року. Керовані ракети 9М120-1, 9М120-1Ф, 9М120-1Ф-1 прийняті на озброєння збройних сил Росії 30 червня 2014 року в складі модернізованого самохідного протитанкового ракетного комплексу 9К132 «Штурм-СМ» (бойова машина 9П149М).

## Тактико-технічні характеристики
- Максимальна дальність стрільби:[сн 1]
  - Для наземного комплексу — до 400 м до 6000 м.
  - Для пуску з вертольота — до 6000 м.
- Дальність зведення підривника бойової частини: від 50 до 200 м.
- Максимальна швидкість польоту: 550 м/с[18]
- Калібр бойової частини: 130 мм
- Довжина ракети в транспортно-пусковому контейнері: 1830 мм[18]
- Довжина ракети в польоті: 2100 мм
- Маса ракети в транспортно-пусковому контейнері: 49,5 кг[18]
- Стартова маса ракети: 42,5 кг[24]
- Боєкомплект:
  - вертольота Мі-24В (Мі-28) — 8 шт. (16)
  - бойової машини 9П149 — 12 шт.
  - бойової машини 9П149М — до 12 шт. (10 шт. при трьох різних типах ракет у барабані)
  - бойової машини підтримки танків — 4 шт. на ПУ
  - бойової машини піхоти БМП-2 — 6 шт. (2 шт. на ПУ)
  - катери «Міраж» та «Свєтляк»— 6 шт. на ПУ
  - «Уран-9» — до 4 шт. на ПУ
- Умови бойового застосування:
  - діапазон висот над рівнем моря — 0-4000 м
  - температурний діапазон — ±50 °C
  - ракета у трубі-контейнері, встановлена на пусковій установці, забезпечує можливість стрільби після подолання носієм водної перешкоди глибиною до 5 м.
  - ракети типу 9М120-1 при експлуатації у військах не вимагають перевірки на контрольно-перевірочній апаратурі.

## Оператори
- Росія
- Білорусь[25]

## Бойове застосування

### Російське вторгнення в Україну
Під час повномасштабного російського вторгнення в Україну поблизу Комишувахи на Луганщині помітили 4 російські бойові машини підтримки танків «Термінатор» із протитанкоимиі керованими ракетами 9М120 «Атака».

## Галерея

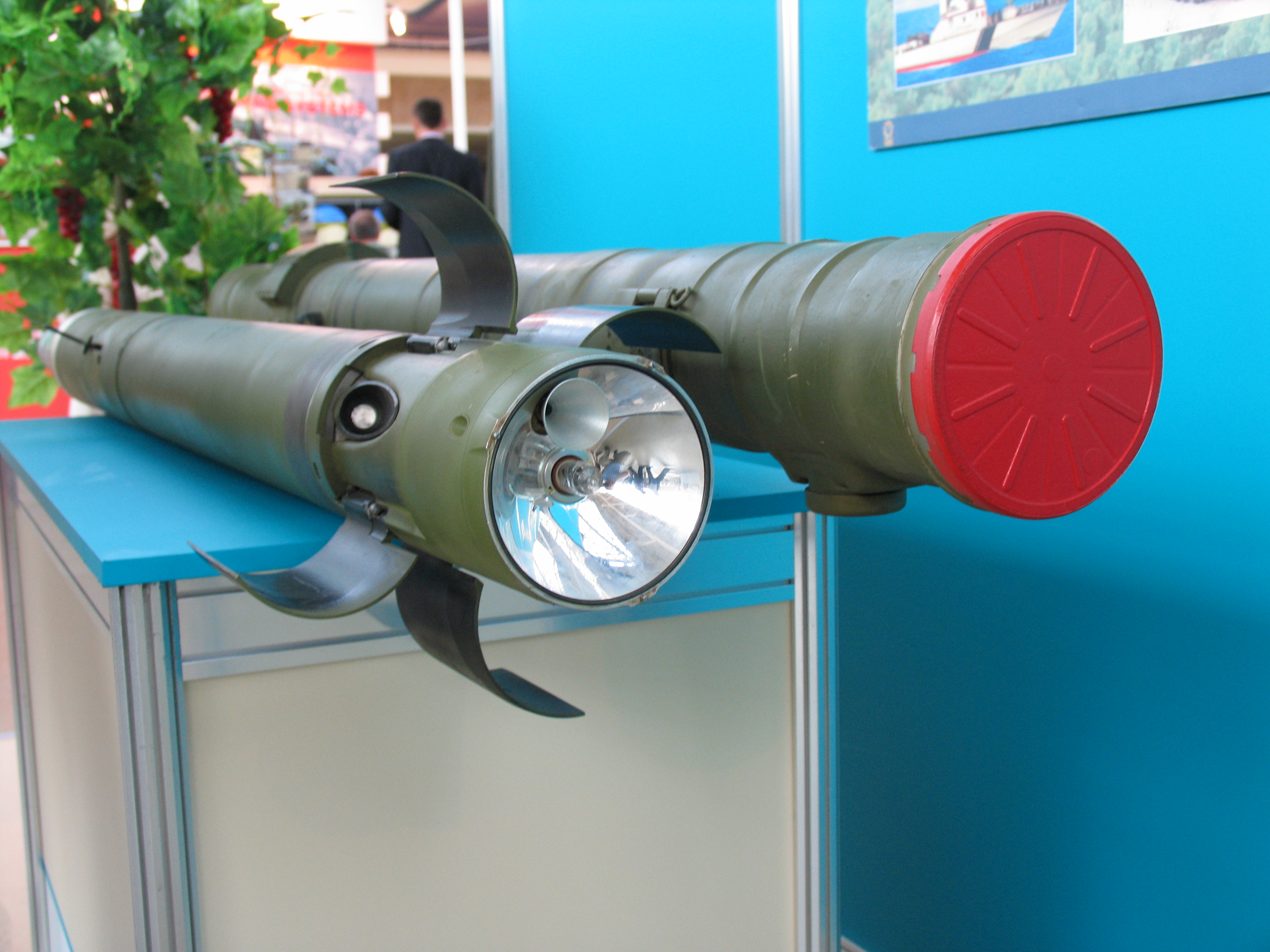
На торці розташований приймач радіокомандного наведення та ІЧ випромінювач. Також видно сопло, розташоване під кутом.
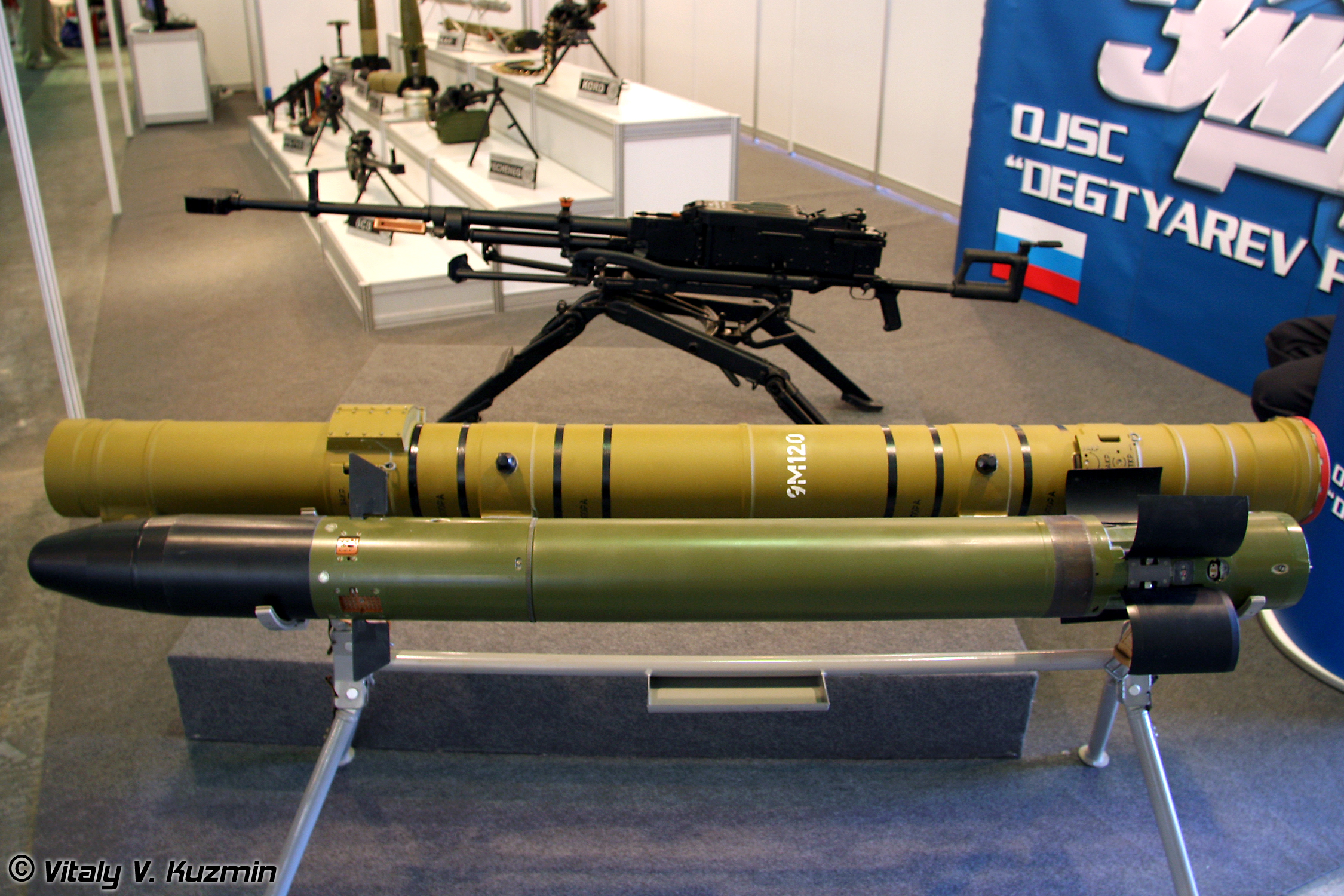
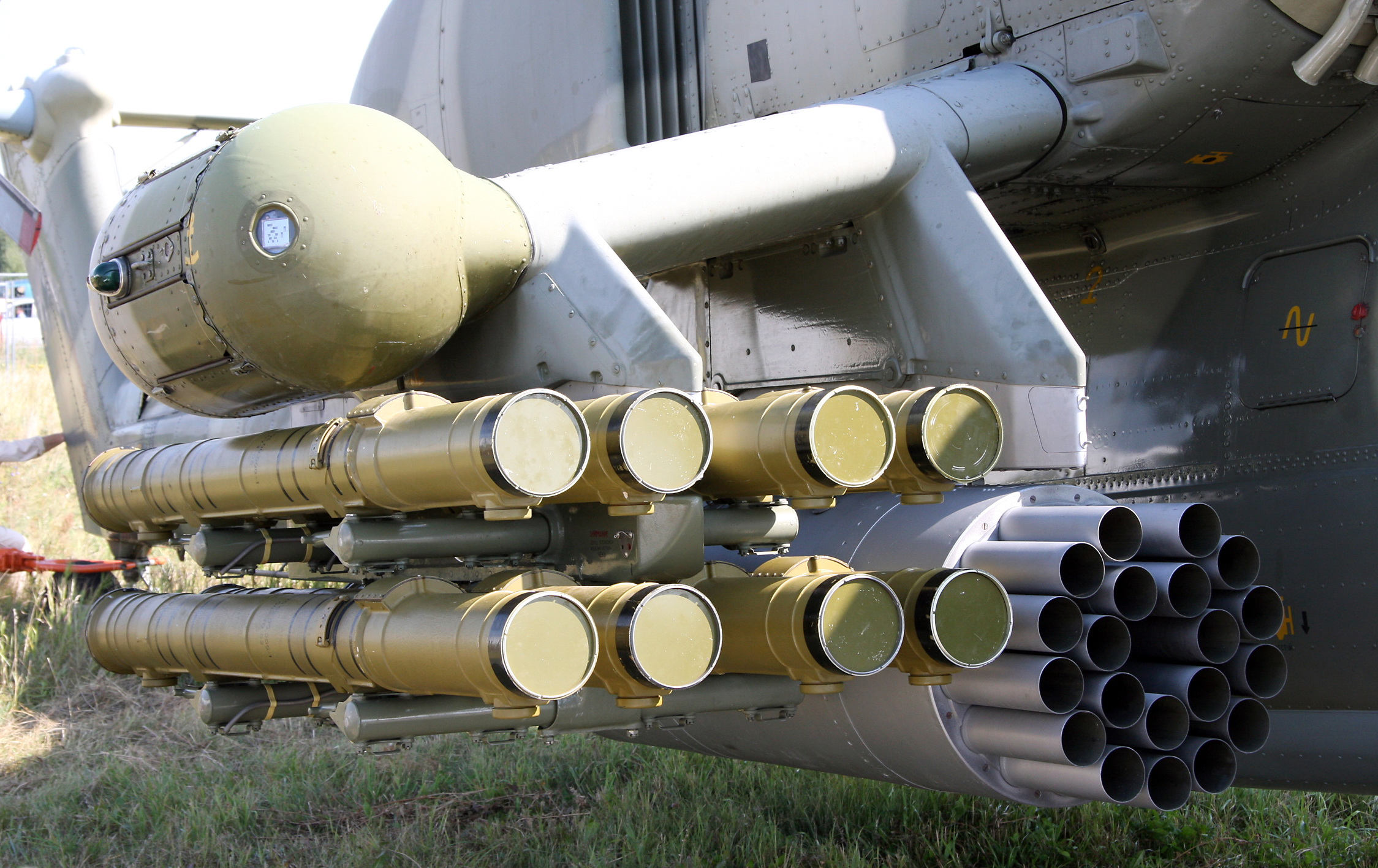
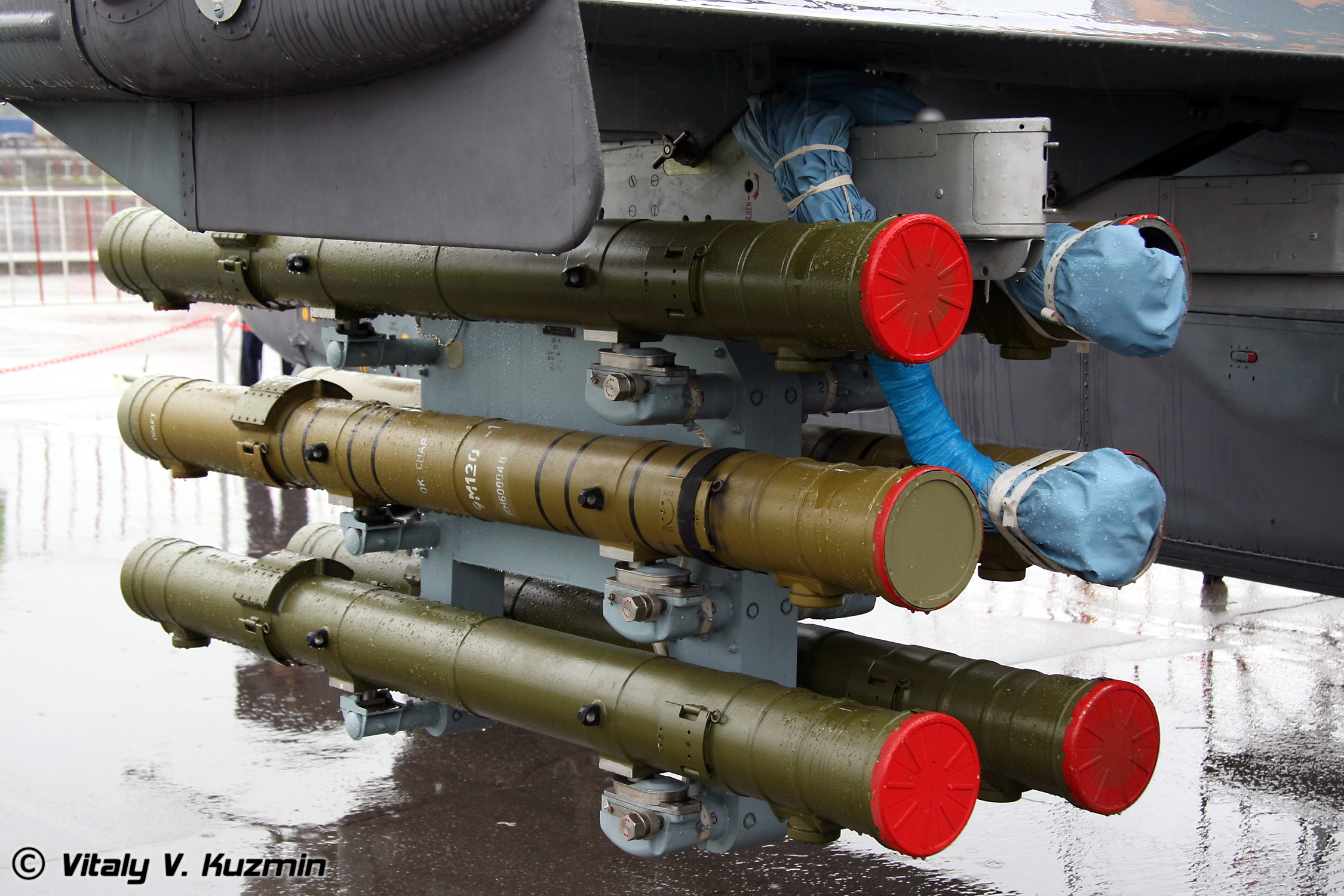
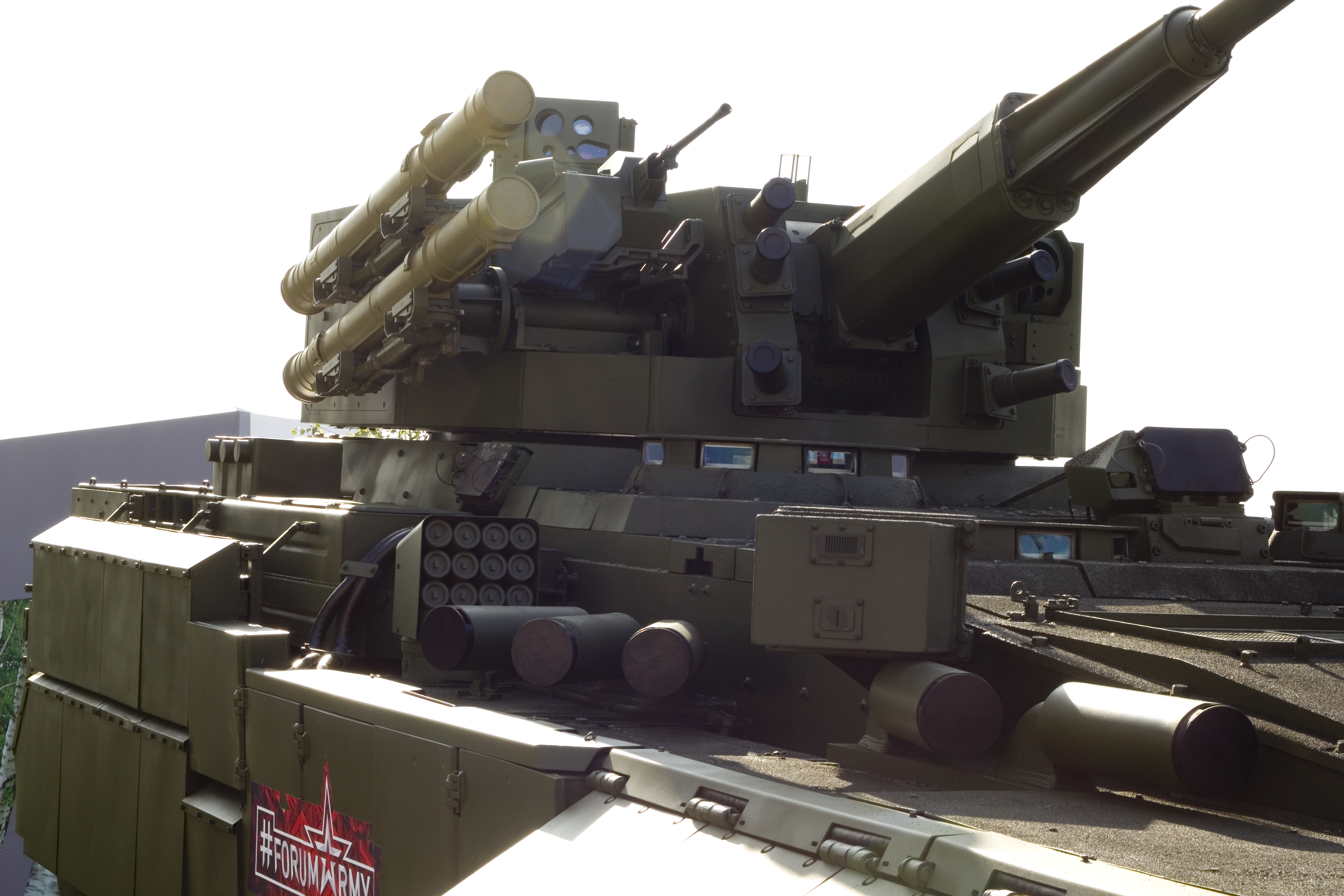
Протитанкова керована ракета «Атака» на дистанційному бойовому модулі «Кинжал».